# مرکز بین‌فرهنگی هرتسبرگ

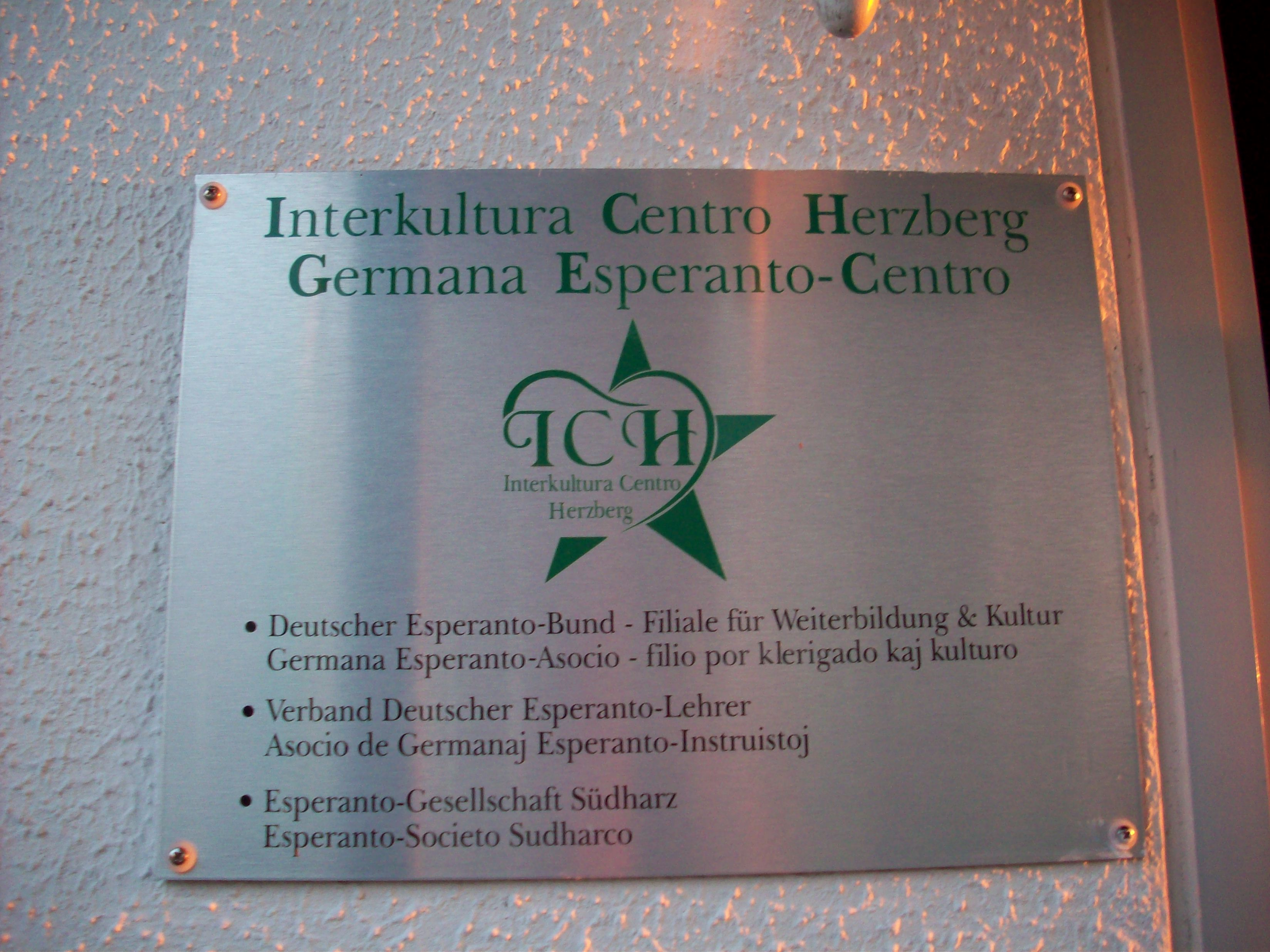
تابلوی ورودی این مرکز

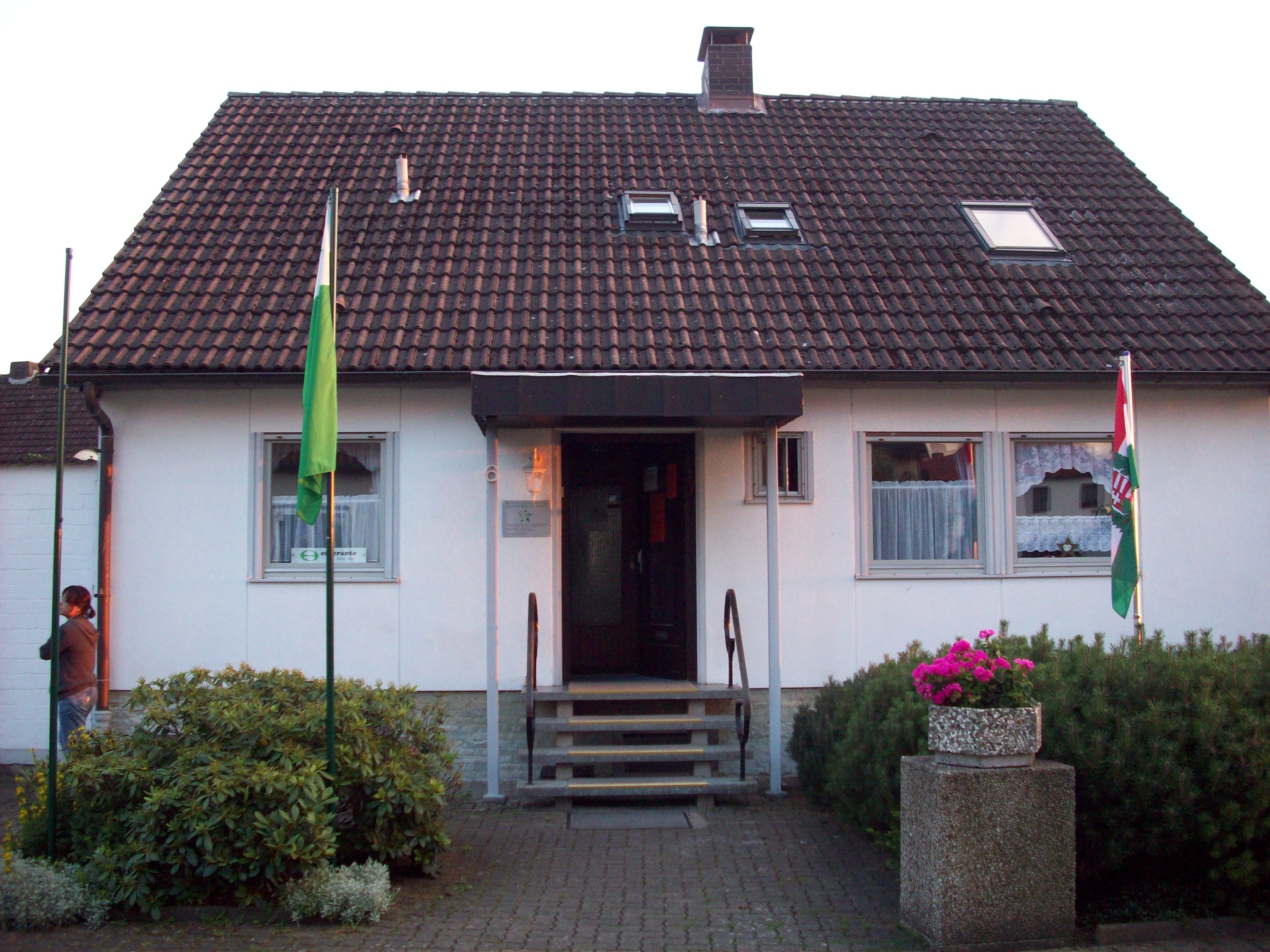
ساختمانی که این مرکز در آن قرار دارد

مرکز بین‌فرهنگی هرتسبرگ (به اسپرانتو: Interkultura Centro Herzberg) نامی بین‌المللی است برای نهادی بین‌فرهنگی در آلمان که از سه انجمن تشکیل می‌گردد:
- مرکز اسپرانتوی آلمان (به اسپرانتو: Germana Esperanto-Centro) که بخش تربیتی و فرهنگی انجمن اسپرانتوی آلمان است،
- انجمن آموزگاران اسپرانتوی آلمان (به اسپرانتو: Asocio de Germanaj Esperanto-Instruistoj) و
- انجمن اسپرانتوی هارتس جنوبی (به اسپرانتو: Esperanto-Societo Sudharco).

مرکز بین‌فرهنگی هرتسبرگ که کانونی تربیتی-فرهنگی است، و دارای کتاب‌خانه و آرشیو بزرگی نیز هست، در شهر هرتسبرگ آم هارتس در ایالت فدراتیو نیدرزاکسن (به آلمانی: Niedersachsen) یا ساکسونی سفلی، قرار دارد.

## تاریخچه
پیروی تلاش‌های مستمر اسپرانتودانان محلی در طول چندین دهه، مرکز بین‌فرهنگی هرتسبرگ در روز ۲۰ نوامبر ۲۰۰۴ افتتاح گردید، و بنابر آرای مثبت کلیهٔ اعضای شورای شهر، نام «شهر اسپرانتو» (به اسپرانتو: la Esperanto-urbo) (به آلمانی: die Esperanto-Stadt) نیز برای این شهر انتخاب گردید.

## مسئولیت‌ها
مرکز بین‌فرهنگی هرتسبرگ به‌عنوان شریک رسمی هرتسبرگ آم هارتس، با هم‌کاری شهرداری در مورد ساخت زیرساخت اسپرانتو، و سرویس‌های اسپرانتوئی در این شهر، تصمیم می‌گیرد. به‌عنوان نمونه، تابلوهای راهنمائی دوزبانه (آلمانی و اسپرانتو) و انواع زئو در سراسر شهر (شامل مجسمه‌های دکتر زامنهوف، خالق زبان اسپرانتو، موزه و نمایش‌گاه اسپرانتو، ...)، تابلوی مغازه‌ها و منوهای دوزبانهٔ رستوران‌ها، بروشورهای توریستی به زبان اسپرانتو، وب گاه‌های اسپرانتوزبان شهر و ... جزو مواردی است که در این شهر به‌خوبی به‌چشم می‌خورد.
درواقع در روند ساخت «شهر اسپرانتو»، مرکز بین‌فرهنگی هرتسبرگ، کانونی جهت برنامه‌ریزی، طراحی، ترجمه، کارهای گرافیکی، تولید و انجام پروژه‌های اسپرانتوئی گوناگون است.

## نقش تربیتی-فرهنگی این مرکز
مرکز بین‌فرهنگی هرتسبرگ با انجمن‌ها و نهادهای متفاوتی هم‌کاری دارد، ازجمله:
- با کانون اسپرانتوی آلمان (که بخش تربیتی-فرهنگی انجمن اسپرانتوی آلمان است)، جهت تربیت مدرسین و راه‌نماهای توریستی
- با سازمان جهانی اسپرانتو، اتحادیهٔ بین‌المللی آموزگاران اسپرانتو و مؤسسهٔ اسپرانتوی آلمان، برای برگزاری امتحانات مرتبط با زبان اسپرانتو و صدور مدرک بین‌المللی جهت آن
- با اتحادیهٔ بین‌المللی آموزگاران اسپرانتو: مرکز بین‌فرهنگی هرزبرگ مقر انجمن آموزگاران اسپرانتوی آلمان (به اسپرانتو: Asocio de Germanaj Esperanto-Instruistoj) نیز هست.

## همایش‌های اسپرانتو
مرکز بین‌فرهنگی هرتسبرگ هر هفته در خانهٔ اسپرانتو (به اسپرانتو: Esperanto-domo) نشست‌ها و همایش‌های اسپرانتو را در کنار دوره‌های آموزشی گوناگون این زبان برگزار می‌کند. در کتاب‌خانهٔ این مرکز نیز هم به روی اسپرانتودانان و هم غیراسپرانتیست‌ها باز است، و سخن رانی‌هائی نیز به زبان آلمانی در مورد ابعاد گوناگون زبان اسپرانتو در آن ایراد می‌گردد.

## فعالیت‌های انتشاراتی
مرکز بین‌فرهنگی هرتسبرگ ازجمله مسئول انتشار موارد زیر است:
- منابعی که مرتبط با زبان بین‌المللی اسپرانتو است
- مجلهٔ هارتسا (Harca)
- پیک اسپرانتو (Esperanto-Kuriero)
- بروشورهای اطلاع‌رسانی به/درمورد اسپرانتو
- بروشورهای توریستی به اسپرانتو/آلمانی

## جوایز
مرکز بین‌فرهنگی هرتسبرگ جایزهٔ سال ۲۰۰۶ فامه (به اسپرانتو: FAME-premio) را از آن خود ساخت.
در سال ۲۰۰۷ نیز مرکز بین‌فرهنگی هرزبرگ به‌خاطر «اقدامات برجسته» موفق به دریافت دیپلم افتخار از سوی سازمان جهانی اسپرانتو شد.